# 桑植吊石苣苔
桑植吊石苣苔（学名：Lysionotus sangzhiensis）为苦苣苔科吊石苣苔属下的一个种。

## 扩展阅读
- 維基物種上的相關：桑植吊石苣苔